# 엑스맨: 아포칼립스
《엑스맨: 아포칼립스》(영어: X-Men: Apocalypse)는 2016년 공개된 마블 코믹스의 가상의 엑스맨 캐릭터들이 등장하는 미국의 슈퍼히어로 영화이다. 이 작품은 2014년 영화 《엑스맨: 데이즈 오브 퓨처 패스트》의 속편이자, 《엑스맨》 프리퀄 시리즈 3부작 중 마지막 작품으로  《엑스맨 영화 시리즈》의 아홉번째 작품이기도 하다. 감독은 브라이언 싱어가 맡았고, 마이클 도허티, 댄 해리스, 사이먼 킨버그, 브라이언 싱어가 스토리를 쓰고 사이먼 킨버그가 각본을 썼다. 이 영화에는 제임스 매커보이, 마이클 패스벤더, 제니퍼 로런스, 니콜라스 홀트 외에는 오스카 아이작, 로즈 번, 타이 셰리던, 소피 터너, 알렉산드라 십, 코디 스밋맥피, 에반 피터스, 루커스 틸, 벤 하디, 라나 콘도르, 그리고 올리비아 먼이 캐스팅 되었다.
주요 캐스팅은 2014년 10월에 발표 되어 주요 촬영은 캐나다 몬트리올에서 2015년 4월에 시작했다. 개봉 시기는 북미에서 2016년 5월 27일에 첫 공개되었다.

## 줄거리
기원전 3600년, 고대 이집트를 통치하던 강력한 돌연변이 엔 사바 누르는 나이가 들었지만 여전히 권력을 가지고 있었다. 그의 의식을 다른 사람의 몸에 옮겨 치유 능력을 얻는 의식을 치르던 중, 그와 그의 네 명의 추종자인 아포칼립스의 기사들은 음모자들의 배신을 당한다. 이 과정에서 그의 추종자들은 살해되고 그 자신은 산 채로 매장된다.
1983년, 스콧 서머스는 자신의 눈에서 집중된 운동 에너지를 발사하는 돌연변이 능력을 발현한다. 그의 형 알렉스는 스콧을 찰스 자비에 교수의 교육 기관으로 데려가, 자비에와 행크 맥코이가 그의 돌연변이 능력을 통제하는 법을 가르치기를 희망한다. 스콧은 도착하자마자 진 그레이를 만나 친구가 된다. 한편 이집트에서는 엔 사바 누르가 숭배자들의 무리를 쫓던 모이라 맥태거트에 의해 깨어난다. 그는 날씨를 조종할 수 있는 돌연변이 오로로 먼로를 만나 인류에 대해 알게 된다. 인류가 올바른 길을 잃었다고 판단한 그는 세상을 재창조하려는 계획을 세운다. 먼로는 그가 자신의 능력을 강화시켜 주자 그의 추종자가 된다.
한편 공산주의 폴란드에서는 에릭 렌셔가 아내 마그다와 딸 니나와 함께 행복하게 살고 있었다. 엔 사바 누르가 일으킨 전 세계적 소란 중에 에릭은 자신의 능력을 사용해 지진에서 동료를 구하지만, 이로 인해 시민 민병대(Milicja Obywatelska)의 주목을 받게 된다. 그들은 에릭을 체포하기 위해 숲에서 그의 딸을 인질로 잡는다. 긴장이 고조되는 가운데 니나는 괴로워하며 동물과 소통하는 돌연변이 능력을 드러내고, 경찰들은 혼란 속에서 실수로 그의 아내와 딸을 죽이고 만다. 절망에 빠진 에릭은 경찰들을 살해한다. 동베를린에서는 워싱턴 D.C. 공격 이후 돌연변이 영웅으로 추앙받는 변신 돌연변이 레이븐이 케이지 파이트에서 쿠르트 바그너를 구출하고 암시장 거래상 칼리번에게 쿠르트를 미국으로 이송해 줄 것을 요청한다. 칼리번이 에릭의 상황을 그녀에게 알리자, 레이븐은 찰스에게 에릭을 찾아 구출해 달라고 요청하기 위해 직접 쿠르트를 데리고 가기로 한다. 엔 사바 누르는 칼리번의 조수인 사일록과 또 다른 케이지 파이터인 엔젤을 포섭하고 그들의 능력을 강화시킨다.
엔 사바 누르는 에릭을 찾아 아우슈비츠로 데려가 그의 능력의 진정한 범위를 보여준다. 에릭은 수용소를 파괴하고 엔 사바 누르와 합류한다. 자비에가 에릭과 접촉하자 엔 사바 누르는 원격으로 세레브로에 접속해 자비에로 하여금 각국이 핵무기를 우주로 발사하도록 강제해 간섭을 막는다. 그와 그의 네 명의 기사들이 저택에 도착해 자비에를 납치한다. 알렉스가 그들을 막으려 하지만 폭발을 일으켜 저택을 파괴하고 만다. 자신이 에릭의 친아들임을 알게 된 피터 맥시모프가 도착해 초고속으로 모두를 대피시키지만, 폭발 직전에 이미 사망한 알렉스는 구하지 못한다. 윌리엄 스트라이커 대령의 부대가 자비에가 책임이 있다고 믿고 행크, 레이븐, 피터, 모이라를 체포해 심문한다. 스콧, 진, 쿠르트가 몰래 그들을 따라가 스트라이커의 실험체인 웨폰 X의 도움을 받아 동료들을 구출하는데, 이 과정에서 진이 웨폰 X의 기억을 부분적으로 회복시킨다.
에릭은 자신의 능력으로 지구의 자기장을 변화시켜 전 세계에 파괴를 일으킨다. 엔 사바 누르는 자비에의 몸에 자신의 의식을 옮겨 그의 초능력을 얻으려 한다. 자비에는 진과 다른 이들에게 텔레파시로 구조 요청을 보내고, 그들은 카이로로 가서 엔 사바 누르와 그의 네 명의 기사들과 전투를 벌인다. 그들은 자비에를 구출하고 비행기로 도망친다. 엔젤과 사일록이 비행기를 공격하자 나이트크롤러가 친구들을 순간이동시켜 탈출시킨다. 사일록은 안전하게 뛰어내려 탈출하지만, 엔젤은 비행기 추락으로 사망한다.
에릭과 오로로가 엔 사바 누르에게 등을 돌리고 스콧의 도움을 받아 그를 물리적으로 붙잡는 동안, 자비에는 정신 영역에서 그와 텔레파시 전투를 벌인다. 자비에는 진에게 그녀의 능력을 최대한 발휘하라고 간청하고, 진은 엔 사바 누르를 소각해 버린다. 자비에는 모이라의 기억을 되살리고 그들은 관계를 회복한다. 에릭과 진은 학교 재건을 돕지만, 에릭은 자비에의 교직 제안을 거절한다. 피터는 아직 자신이 에릭의 아들이라는 사실을 그에게 말하지 않기로 한다. 행크와 레이븐은 압수한 센티넬을 이용해 스콧, 진, 오로로, 쿠르트, 피터 등 새로운 X-맨 신입 대원들을 훈련시킨다.
쿠키 장면에서는 웨폰 X의 혈액 샘플이 담긴 바이알들이 에섹스 코퍼레이션 소유의 서류 가방에 담겨진다.

## 배역

엑스맨: 아포칼립스 배우들.

- 제임스 매커보이 - 찰스 자비에 / 프로페서 X 역
- 마이클 패스벤더 - 에릭 랜셔 / 매그니토 역
- 제니퍼 로런스 - 레이븐 다크홈 / 미스틱 역
- 오스카 아이작 - 엔 사바 누르 / 아포칼립스 역
- 니콜라스 홀트 - 행크 매코이 / 비스트 역
- 로즈 번 - 모이라 맥태거트 역
- 타이 셰리던 - 스콧 서머스 / 사이클롭스 역
- 소피 터너 - 진 그레이 역
- 올리비아 먼 - 엘리자베스 브래독 / 사일록 역
- 루커스 틸 - 알렉스 서머스 / 하복 역
- 에번 피터스 - 피터 막시모프 / 퀵실버 역
- 조시 헬먼 - 윌리엄 스트라이커 역
- 코디 스밋맥피 - 쿠르트 바그너 / 나이트크롤러 역
- 벤 하디 - 워런 워딩턴 3세 / 엔젤 역
- 알렉산드라 십 - 오로로 먼로 / 스톰 역
- 라나 콘도어 - 주빌레이션 리 / 주빌리 역
- 워런 셰러 - 호스맨; 패스틸린스 역
- 로셸 오코예 - 호스맨; 페민 역
- 모나크 갠더턴 - 호스맨; 데스 역
- 프레이저 애치슨 - 호스맨; 워 역
- 스탠 리 - 스탠 리 역
- 앤서니 코네크니 - 학교 운동부원 역
- 조앤 볼랜드 - Mrs. 썸머스 역
- T. J. 맥기번 - 니나 역
- 스티븐 보가트 - 펜타곤 헤이스팅스 역
- 조 콥든 - 공군 공무원 역
- 휴 잭맨 - 로건 / 울버린 역
- 카롤리나 바르체 - 마그다 역
- 토마스 르마르키 - 칼리반 역
- 제라 레버먼 - 맥시모프 역
- 에밀리 파켓 - 쇼핑몰 손님 역